# 渡辺麻友
渡辺 麻友（わたなべ まゆ、1994年〈平成6年〉3月26日 - ）は、日本の元アイドル、元女優、元歌手。女性アイドルグループAKB48の元メンバーである。
埼玉県さいたま市出身。デビューの2007年（平成19年）から2008年（平成20年）までoffice48およびAKSに所属（グループメンバーとしてグループ卒業の2017年まで所属）し、2008年から2020年（令和2年）5月31日に芸能界を引退するまでプロダクション尾木（2019年より引退まで、業務提携：Mama&Son）に所属していた。

## 来歴

### デビュー前
小学6年のときにパソコンでネットサーフィンをしていた際、デビューして間もないAKB48を偶然見つけてAKB48のファンになり、そのうちに自分も入りたいと思うようになった。当初、家族は難色を示していたが、毎日「オーディション受けたい」と母親に懇願してオーディションを受けさせてもらえることになった。
2006年2月の『第二期AKB48追加メンバーオーディション』に落選したが諦めきれず、また母親に懇願してオーディションを受ける了承を得て、2006年12月3日の『第三期AKB48追加メンバーオーディション』の最終審査に合格した。ダンス審査をクリアした後の歌唱審査では、当時大好きだった北出菜奈の「KISS or KISS」を歌った。その約1週間後の12月9日に、AKB48 1周年記念ライブ『AKB48 1st ANNIVERSARY LIVE 〜勢ぞろいだぜ!『A』『K』『B』!〜』のステージでチームB候補生として紹介され、翌日からは劇場デビューに向けてのレッスンが始まった。

### AKB48在籍時

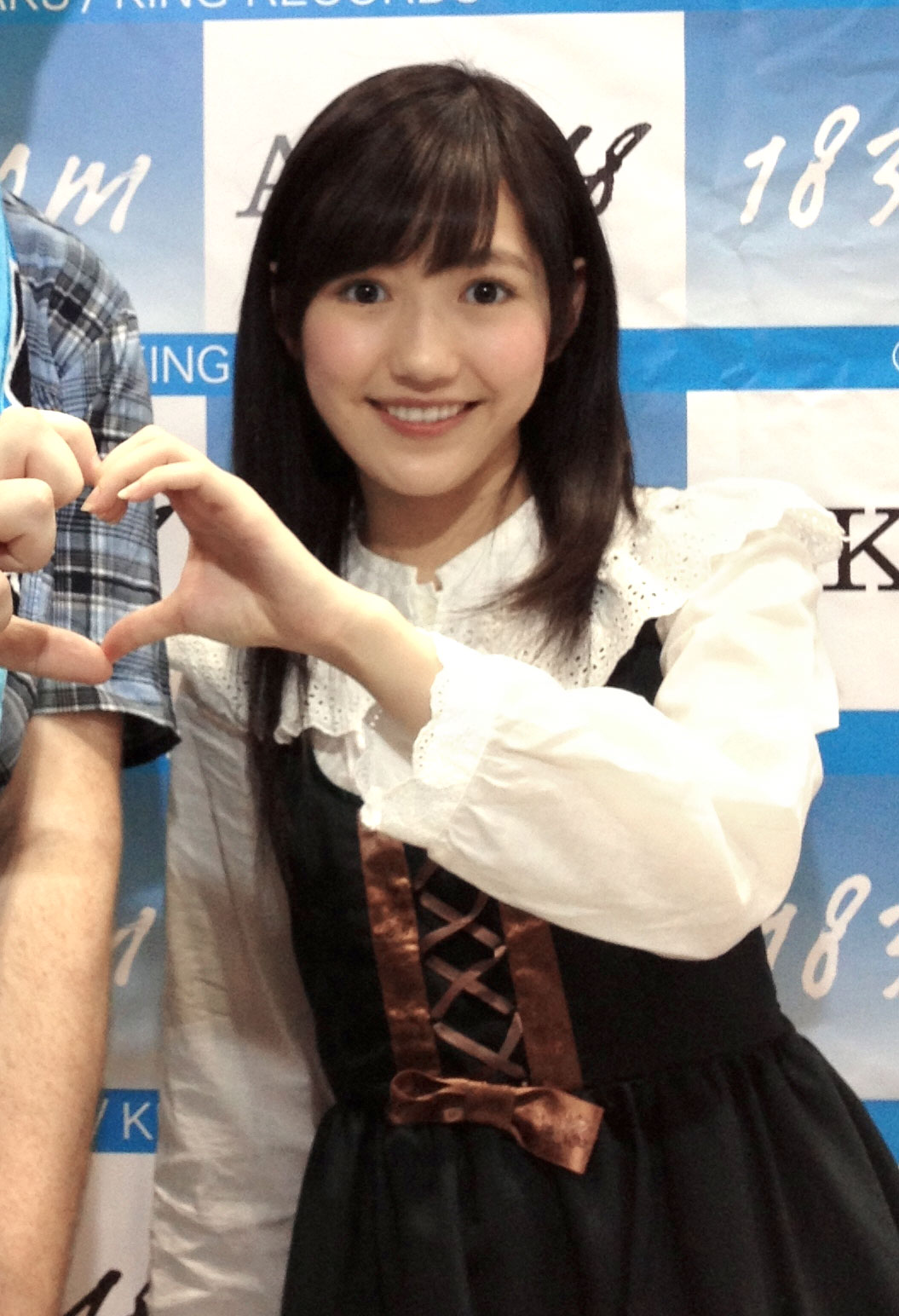
AKB48 4thアルバム『1830m』劇場盤発売記念大握手会&写真会にて（2012年10月14日、東京ビッグサイト）

2007年4月8日にAKB48劇場で初日を迎えた『チームB 1st Stage「青春ガールズ」』で公演デビューしたが、公演2日目に疲労骨折により休演する。同年7月18日発売の4thシングル「BINGO!」で、チームBメンバーとして初の選抜メンバー（柏木由紀、平嶋夏海と同時）になる。2008年6月28日のチームB公演においてプロダクション尾木への移籍を発表した。2009年1月28日には、同じチームBメンバーの平嶋、多田愛佳（元・HKT48）、仲川遥香（元・JKT48）とともに結成されたユニット「渡り廊下走り隊」（のちの「渡り廊下走り隊7」）としてダブルA面シングル『初恋ダッシュ/青い未来』でデビューした。
2009年の第1回AKB48選抜総選挙となる『AKB48 13thシングル 選抜総選挙』で4位となり、メディア選抜に入る。2010年の『AKB48 17thシングル 選抜総選挙』では5位となり、メディア選抜に入ったが開票イベントでのスピーチで渡辺は涙を流して「今のこの現状には満足していません」とコメントした。
2011年5月13日に集英社から1st写真集『まゆゆ』が発売され、初週4万5000部を売上げて5月23日付のオリコン週間本ランキングのBOOK（総合）部門で3位、写真集部門で1位となる。
2011年の第3回となる『AKB48 22ndシングル 選抜総選挙』では5位となり、メディア選抜に入る。6月9日の開票イベントでは「5位というのはただの数字なので、私はこの数字には左右されません。これからも自分を信じて、皆さんを信じて自分の決めた道を歩いてきます」とコメントした。また、同期間に投票が実施された「AKB48香港選抜総選挙」では2位となった。選抜総選挙後の6月12日には、台湾・台北市のAKB48オフィシャルショップのオープニングセレモニーに出席した。
2011年12月13日に開催されたテレビアニメ『AKB0048』声優公開オーディションに合格し、声優選抜になる。
2012年1月13日からテレビ東京で放送された深夜ドラマ『さばドル』でドラマ初主演。2月29日発売の『さばドル』の主題歌「シンクロときめき」でソニー・ミュージックレコーズからソロデビュー。AKB48では4人目のソロデビューとなる。1月21日の「AKB48リクエストアワー」2日目アンコールで「シンクロときめき」を初パフォーマンス。同年3月にトライ式高等学院（サポート校）を通じて提携先の通信制高校を卒業した。
2012年4月26日に『AKB0048』声優選抜メンバー9名による新ユニット「NO NAME」の結成が発表され、同作の主題歌「希望について」および「夢は何度も生まれ変わる」を担当。
2012年の『AKB48 27thシングル 選抜総選挙』では2位となり、選抜メンバーになる。6月6日の開票イベントでは「もし来年も総選挙があるならば、私は1位を取りたい」、「来年までには必ずセンターになれるような人になりたいと思う」とコメントした。
2012年8月24日の『AKB48 in TOKYO DOME 〜1830mの夢〜』初日公演において、チームAに異動することが発表される。11月1日にチームAに異動し、11月2日からチームAウェイティング公演のセンターとして新チームでの活動を開始する。また、11月21日発売の3rdシングル『ヒカルものたち』が、オリコン週間シングルランキングで初登場1位となる。
2012年12月30日の2年連続で大賞を受賞した『第54回 輝く!日本レコード大賞』出演時には、同年8月に卒業した前田敦子に代わって、前年の大賞受賞曲「フライングゲット」、および大賞受賞曲「真夏のSounds good !」の披露でセンターポジションを務めた。
2013年2月20日発売のAKB48の30thシングル『So long !』で、AKB48シングル表題曲において初めてセンターポジションを務める。
2013年の『AKB48 32ndシングル 選抜総選挙』では3位となり、選抜メンバーになる。6月8日の開票イベントで渡辺は、「どのメンバーよりも自分自身をAKB48に捧げてきた自信がある」、「第3位という順位は、まだ上を目指していけるということだと思います」、「来年の総選挙は、一番最後に名前が呼ばれたらいいなと思っています」とコメントした。
2014年2月24日にZepp DiverCityで行われた『AKB48グループ大組閣祭り〜時代は変わる。だけど、僕らは前しか向かねえ!〜』において、チームBへの異動が発表される。それにより4月21日に千秋楽を迎えたチームA「ウェイティング公演」がチームAメンバーとしての最後の劇場公演への出演となり、4月28日のチームBでは再演となる「パジャマドライブ」公演初日から再びチームBメンバーとして劇場公演に出演する。5月21日発売の36thシングル『ラブラドール・レトリバー』において、AKB48シングル表題曲における自身2度目の単独センターポジションを務めた。
2014年6月7日に開票イベントが開催された『AKB48 37thシングル 選抜総選挙』で、当時としては選抜総選挙史上最多となる15万9854票を獲得し、初の選抜総選挙1位となる。そして過去6回開催されたすべての選抜総選挙においてTOP7にランクインし続けている唯一のメンバーとなった。中華人民共和国の新聞『新京報』で、得票した15万9854票のうち約3万5000票余りは同国のファンが投票したと報じられた。8月27日にAKB48シングル表題曲において単独センターポジションを務めるのが3度目となる37thシングル『心のプラカード』が発売された。
2014年9月3日には『The Beauty Week Award 2014 ザ ベスト オブ ビューティー』ロングヘアスタイル部門で受賞し、個人で賞を授与されるのはこれが自身初となる。11月26日発売の38thシングル『希望的リフレイン』では、宮脇咲良とともに初のダブルセンターを務めた。
2015年4月14日放送開始のテレビドラマ『戦う!書店ガール』（関西テレビ）では稲森いずみとのダブル主演で、ゴールデン・プライム帯の連続ドラマでの初の主演となり、ソロシングルとして5枚目のリリースとなる「出逢いの続き」がドラマ主題歌となった。6月9日放送の最終回では、初めて本格的なウエディングドレス姿を披露した。AKB48在籍中にメンバーがゴールデン・プライム帯の連続ドラマに主演するのは、前田敦子が2011年に『花ざかりの君たちへ〜イケメン☆パラダイス〜2011』（フジテレビ）で主演して以来2人目となる。
2015年の『AKB48 41stシングル 選抜総選挙』では3位、2016年の『AKB48 45thシングル 選抜総選挙』では2位となり、2017年の2位を含めると選抜総選挙で9回連続して選抜メンバーになった。2015年の選抜総選挙開票日までの40日間に密着取材されたドキュメンタリー番組『情熱大陸』が2015年6月14日に放送され、AKB48メンバーとしては前田敦子・大島優子に次ぐ3人目の出演となった。
2016年10月26日発売のソロ写真集『知らないうちに』が、初週3万7000部を売上げて11月7日付のオリコン週間本ランキングのBOOK（総合）部門および写真集部門で1位となる。また、2017年5月1日放送開始のテレビドラマ『サヨナラ、えなりくん』（テレビ朝日）では主演を務めた。
2017年6月17日に沖縄で行われた『AKB48 49thシングル 選抜総選挙』の開票イベントでのスピーチで年内でのAKB48からの卒業を発表した。10月31日には、地元・埼玉県のさいたまスーパーアリーナで卒業コンサート『渡辺麻友 卒業コンサート〜みんなの夢が叶いますように〜』が開催された。11月22日にAKB48シングルで最後のセンターポジションを務め、最後の参加となる50thシングル『11月のアンクレット』が発売され、このシングルには渡辺の卒業ソング「サヨナラで終わるわけじゃない」がカップリング曲として収録されている。
2017年12月20日に卒業コンサートで発表した自身初のソロアルバムが、『Best Regards!』のタイトルで発売された。12月26日には、AKB48メンバーとしてAKB48劇場での最後のステージとなる「渡辺麻友 卒業公演」が行われた。2017年12月31日の『第68回NHK紅白歌合戦』において視聴者投票企画で1位となった「11月のアンクレット」を含む3曲を歌唱し、AKB48メンバーとしての活動を終了した。

### AKB48卒業後
2018年2月17日に開催した『Best Regards!』発売記念ソロライブで、3月1日にオフィシャルファンクラブが発足することを自ら発表した（ファンクラブ名は「W3M∞〈ダブミー〉」）。5月から6月にかけては、映画『アメリ』をミュージカル化して2017年にブロードウェイで上演されたミュージカル『アメリ』日本初演の舞台に出演し、この舞台がミュージカル初主演となった。9月には、出演することが夢であった福田雄一演出のミュージカル作品『シティ・オブ・エンジェルズ』に出演した。
2018年8月4日から放送された東海テレビ制作『いつかこの雨がやむ日まで』が、AKB48卒業後初の連続テレビドラマ出演となり、主演を務めた。また10月には、ホノルルマラソン大会初の公式アンバサダーとなる12月9日開催の「JALホノルルマラソン2018」大会アンバサダーに就任した。
NHK連続テレビ小説初出演となる2019年度前期『なつぞら』アニメーション編への出演が2019年3月1日に発表され、6月7日放送の第59回から登場した。4月28日には、指原莉乃の卒業コンサートでオープニング映像のナレーションを担当するとともに、指原とのデュエット曲「アボガドじゃね〜し…」を歌うためにサプライズで卒業後初めてAKB48グループのステージに登場した。7月22日、9月30日をもってファンクラブ「ダブミー」の運営を休止することを発表した。

### 芸能界引退
2020年6月1日、所属事務所のプロダクション尾木からの発表という形で「健康上の理由で芸能活動を続けていくことが難しい」という渡辺本人からの申し入れを尊重し、5月31日を以って契約を終了し事務所を退所したことが明らかにされ、芸能界を引退したことが発表された。AKB48の元祖「神7」メンバー内で最年少ながら、芸能界引退は渡辺が初となった。6月1日、事務所からの発表後に渡辺は自身のTwitterで事務所退所と芸能界引退をファンに向けて報告し、同日深夜に全てのSNSアカウントと公式サイトなどが閉鎖され、事務所の所属タレントのページからもプロフィールが削除された。

## 人物
愛称は、まゆゆ。「麻友」という名前は祖母が付けたもので「麻の木のようにスクスク育ち、友達をたくさん作る子になってほしい」という願いが込められている。「名づけ親がおばあちゃんなのは、私は3人目だったんで、両親はもう興味なかったからみたいですね（笑）」と発言している。
チャームポイントはパッチリとした眼である。小学6年生の時に『銀魂』の猿飛あやめを意識して赤いフレームのメガネを買った。2014年10月20日の第27回日本メガネベストドレッサー賞の表彰式でサングラス特別賞に本人を含むAKB48のメンバー8人が選ばれた際に「小学校6年生の時から8年間メガネを愛用しています。メガネ無しの人生は考えられないほどお世話になっています」と語った。
自身の睡眠時間について、2011年の雑誌インタビューでは「（中学生時代は）テスト前の期間は、家に帰ってから毎日6〜7時間、夜中の3時まで勉強して」いたと、2012年1月の雑誌インタビューでは「最近3、4時間睡眠が続いてて〜」と語った。一方、2014年4月の新CM記者発表会では「この間、20時間寝ました」「前日の16時くらいには眠りについて、次の日のお昼くらいまで約20時間、1回も起きないで熟睡しちゃいました」と話した。その後の2015年春のテレビドラマ『戦う!書店ガール』出演時には、撮影が深夜にも及んだこともあり、睡眠時間が1 - 2時間だった日もあったとされる。2017年の雑誌インタビューでは、「睡眠時間はどれくらい?」との質問に対して「4、5時間くらい」と回答している。睡眠については、2015年8月27日の『AKB48のオールナイトニッポン』で、出演していた秋元康に「本当に眠たかったら寝ててもいいよ」と言われ、生放送の途中から最後まで寝てしまったというエピソードもある。
頭髪を染めることについて、以前は抵抗感があり、2013年6月のインタビューでは「染めたいと思ったことがないんですよ。一度も。自然体でいるのが好きなので、黒い髪が私らしいのかな」「“髪がいいね”ってほめていただくことも多いですし、そうなるとますます、この黒い髪が自分のチャームポイントなのかな」「パーマやカラーをしていない分、ダメージを受けにくいのかもしれません」と語った。また、2015年6月のインタビューでは「最近ちょっと染めたらどうなるのかな？って思うことはあります。黒だと重たいなってたまに思う時があって。明るい色とまではいかなくても、光が当たるとちょっと茶色っぽく見えるようにしてみたい（笑）。でも黒髪が好きですし、これまで染めてこなかったこともあって、もったいないという気持ちもある。しばらくは黒髪ですね」と語った。その後、2016年7月ごろからは何度か髪を茶色に染めるようになった。2017年1月2日放送の『それゆけ！ミュージカル応援し隊 井上芳雄の小部屋』（WOWOW）での対談では、髪を染めたことについて「なんかちょっと殻を破りたいというか」「逆に黒に飽きちゃったというか、何か変化が（欲しくて）」「（ファンの）一部の人は嫌がっている方もいたんですが、嫌がっていた方も見慣れたらこっちの方が好きかなって」と話した。
恋愛については、2016年10月13日放送のテレビ番組で、手を洗わずに食事する男性は、それだけで恋愛対象外であり「手を洗わずに食事する人は考えられなくて…。雑菌も一緒に食べていることになるじゃないですか」「私は常に消毒のハンドジェルを持ち歩いていて、塗らないと気が済まない」と語った。また、2017年8月29日放送の『Momm!!』で、AKB48の恋愛禁止ルールを約10年間守ってきてよかったと思うかと聞かれ「AKB48の1メンバーとしてはよかったんじゃないかなと思いますけど、人としての大切な何かを失ったみたいな」と回答した。さらに初恋の思い出を聞かれ「思い返してみたら、小学校のころとか幼稚園とか、男の子に好意抱いたことあんまなかった。男の子この子好きとかあんまなくて。中1の最後に（AKB48）入っちゃったんで」「趣味人間というか、小学校のころとか漫画とかが好きでそういうのに没頭してた」と答えている。
AKB48メンバー以外では、元乃木坂46の生田絵梨花と交流があり、生駒里奈によると、テレビドラマ『さばドル』で共演した際に、渡辺は生田とよく会話をしていたという。2013年に『第3回AKB48紅白対抗歌合戦』で渡辺が乃木坂46の「君の名は希望」を歌唱し、サプライズゲストとして生田がピアノ伴奏を披露した際に「いくちゃんは、ピアノもハモリも本当に上手で、むしろ助けられました」と生田を褒めると、生田は「まゆゆさんが選んで歌ってくださったのがすごく嬉しくて、一緒にできて本当に楽しかったです」と語った。他に、元℃-uteの鈴木愛理や元SUPER☆GiRLSの八坂沙織とも交流があり、鈴木とはグラビア雑誌『UP to boy』で共演したのを機に仲良くなり、八坂とは宝塚歌劇団の話で交流を深めた。

### 趣味嗜好・特技
好きな飲み物は、日清ヨークの乳酸菌飲料の「ピルクル」である。
好きな食べ物はキノコであり、それに因んでハウス食品から『まゆゆ大好き きのこづくしカレー』が発売された。一方、野菜を食べるのは苦手だと以前は公言していた。2013年ごろになると、蒸したキャベツやニンジンなら食べられるようになった。2017年には、雑誌の取材で「野菜がニガテだったのですが、先日、AKB48のお仕事で行った神戸のステーキ屋さんで出たサラダがおいしくて、残さず食べられ」「その日を境に生野菜が食べられるようになり」「最近では、サラダだけではなく青汁も飲むようになって、23才ですし、身体のために食生活を改善しようと心がけています」と語った。
また、同年のインタビューでは、太りにくい体質であることや健康のために高麗人参の栄養ドリンクを飲むようになったことを話している。2018年の主演ドラマについてのインタビュー記事に添えられたプロフィールには「焼肉、唐揚げをこよなく愛する」とあり、日本唐揚協会によるベストカラアゲニスト（女性アイドル部門）に2015年から2年連続で選ばれている。
2012年の時点では、好きな日本のロックアーティストTOP3としてTHEE MICHELLE GUN ELEPHANT、BUMP OF CHICKEN、東京事変を挙げた。2010年には、Sound Horizonのコンサートに行ったこともあった。乃木坂46の熱烈なファンで、ライブによく行っていたことを明かしており、2016年10月2日放送の『おしゃれイズム』にコメントVTRで出演した際には「PVとか好きでよく観るんですけどみんながあまりにも可愛すぎて、生きていくのが辛くなった時があって、何でみんなこんなに可愛いんだろうって思って」と乃木坂46の魅力を語った。
10代のころは、自他共に認めるアキバ系で、アニメや特撮番組を好んでいた。10代半ばごろには、主に深夜アニメを録画して観ており、特に『Axis powers ヘタリア』『デュラララ!!』『黒執事』を好む。登場人物では『ヘタリア』の「フランシスお兄ちゃん（フランス）」が好きだと語っていた。しかし、2012年時点で自身の活動が忙しくなりアニメを視聴する時間も少なくなってきたことから、アニメの話題を取り上げるのを控えるようになった。自分の部屋がアニメグッズで溢れ、リビングルームで就寝せざるを得なくなったため、2011年1月にはグッズの大半を処分した。アニメなどのキャラクターをもとにしたフィギュアも多数収集していた。
2011年の『週刊ヤングジャンプ』のインタビューによると、100体以上のフィギュアを所有しており「2次元という本来手に触れることができないものが、現実に形を持って、触れるものとして存在するわけですよ!!! 素晴らしい!! メーカーや原型師さんによってクオリティーも変わってくるんですけど、私が特にこだわるのは、服の質感とか、髪の毛の曲線とか…」と語っていた。映画『DOCUMENTARY of AKB48 to be continued 10年後、少女たちは今の自分に何を思うのだろう?』では、アニメイトの開店前の店舗を貸し切って、渡辺が店内のフィギュアを見る光景が撮影された。なお、2017年のインタビューでは「最近、アニメはご無沙汰です」と語っている。
小学生の時に『ふたりはプリキュア』を見て以来のプリキュアシリーズの大ファンであり、カラオケで「DANZEN! ふたりはプリキュア」などプリキュアシリーズの主題歌を歌うほか、東京駅一番街にある公式ショップ「プリキュア プリティストア」に行ってグッズを買うこともあるという。強く印象に残っているシリーズとして『ふたりはプリキュア』を挙げているほか、一番好きなシリーズは『ハートキャッチプリキュア!』で、明堂院いつき（キュアサンシャイン）が普段は男装の麗人というのも相まってお気に入りとしている。映画館に『映画 プリキュアオールスターズDX みんなともだちっ☆奇跡の全員大集合!』を高校生の時に見に行ったこともあり、中学生以下の来場者特典であるミラクルライトをもらえず、子供たちに混じって腕だけ振ってプリキュアを応援したという。
『映画 魔法つかいプリキュア! 奇跡の変身!キュアモフルン!』でテーマソング「正しい魔法の使い方」を担当すると決まった時には「聞いた時はうれしくて、夢かと思うぐらいでした」と感激のコメントを出している。また、この関係で2016年10月10日に行われたAKB48グループ ユニットシングル争奪じゃんけん大会では、同作に登場するキュアミラクルのコスプレをしてプリキュアの着ぐるみたちと入場した。さらに、同年10月23日放送のテレビシリーズ本編では、渡辺をモデルにした「魔法つかいのマユ」役としてゲスト出演した。
小学校3年生のころに、池袋サンシャインシティで開催されたアニメ『わがまま☆フェアリー ミルモでポン!』のイベントで、南楓役の声優の中原麻衣と握手した経験がある。好きな声優として、堀江由衣を挙げていた。小学生の時に見たアニメ『シスター・プリンセス』とそのオープニングテーマ曲である「Love Destiny」で堀江の存在を初めて知り、以後、出演作品やCD、ライヴDVDをチェックするようになった。渡辺の14歳の生誕祭が行われた劇場公演を堀江が観覧し、公演終了後に渡辺の元にあいさつに行ったものの、スチール撮影などで現場が慌ただしかったこともあり、ちゃんとしたあいさつはできなかった。その4年後の2012年にテレビアニメ『AKB0048』で共演することが決まり、雑誌の対談で初顔合わせとなった。後年「アニメを好きになる延長線で声優も好きになっていった」と堀江や声優が好きになったことについて語っている。
また、声優としての仕事にも興味があって、『AKB0048』で声優に挑戦した時は嬉しかったものの、実際に経験してみて声だけで演技をすることの難しさを痛感し、プロの声優を一層尊敬するようになったという。
サンリオのキャラクター「ポムポムプリン」のファンである。「幼稚園児だった5歳ぐらいの時に、園内でブームが来てそれで好きになりました。そして、また2年前ぐらい（引用者注：2014年ごろ）から本格的にハマりました！幼稚園の時、プリンくんのお弁当箱を使っていて、恐らくそれが初めて買ってもらったプリンくんグッズかなあ」と述べている。2015年9月16日の第6回AKB48グループじゃんけん大会では、ポムポムプリンの着ぐるみと一緒にポムポムプリンを模したコスプレ衣装を着て登場した。
宝塚歌劇団のファンである。宝塚歌劇団のDVDを友人の勧めで観たことがきっかけで、2011年夏に東京宝塚劇場で花組の蘭寿とむによるトップお披露目公演『ファントム』を姉と一緒に観たのが宝塚歌劇団の初観劇であった。東京宝塚劇場だけでなく、兵庫県宝塚市の宝塚大劇場に行くことも数え切れないほど多く、宝塚歌劇専門チャンネル「タカラヅカ・スカイ・ステージ」にも加入していると2014年の毎日新聞のインタビューで答えている。元宙組トップスターの朝夏まなとの大ファンであり、「まぁ様」と呼んでいた。『月刊AKB48グループ新聞』2013年8月号の表紙では、指原莉乃と一緒に花組のスター女優がポスターなどで披露する片手を後頭部に回す「花組ポーズ」をしている写真が掲載された。『読売新聞』2015年1月1日付の正月特集では、蘭寿とむと対談した。AKB48で同じく宝塚歌劇団のファンである後輩の小林茉里奈と「ヅカ部」活動をしていた時期もあり、2014年4月13日の全国握手会で行われたゆるゆるカラオケグランドチャンピオン大会でペアで優勝した。
2018年の雑誌インタビューにおいて、東京で好きな街は雰囲気も好きな「日比谷」であり、観劇が趣味で劇場が多いのでよく行くと答えている。
男装にも興味があり、男装喫茶に通ったり、テレビ番組で男装を披露したりしている。2011年のインタビューでは「男装した女子は、普通の男性より、キレイっていうか透明感があるっていうか…。要するに2次元世界の男子に近いんですよ! 特に少女マンガの男子に!!」と語っている。
10代半ばのころ、ブログのコメントなどで「やびゃあ」という言葉を度々使用していた。この言葉がピーネストジャパンが発表した2010年度女子中高生ケータイ流行語大賞の12位にランクインした際には、渡辺の名も挙げられアナウンスされた。
絵を描くことが得意で、AKB48に加入する前は将来の夢を聞かれると、ずっと「漫画家」と答えていた。2014年放送の『AKBと××!』で、漫画家のあんど慶周の似顔絵を描いたが、非常に出来栄えが良かったため、あんどは「ちゃんと絵を描いてる子の絵です。しかも実物より男前な仕上がり!」と称賛した。
2015年の雑誌インタビューでは、芸能界に入っていなかったら、どんな仕事をしていたと思うかと質問され、「芸術系、かなあ。小さいころ絵を描くのが好きだったから、なんとなく、美大に行きたいなって思っていたんです。それくらいしかとりえがなかったし」と答えた。『なつぞら』のガイドブックのインタビューでは、母親が毎日のようにディズニーの『白雪姫』を見せてくれたことが契機となり「幼少期から絵を描くことが好きで」、「アニメーター役を演じることは、子どもの頃に憧れた夢がかなったかのようです」と答えている。
2010年から2011年にかけて『週刊ヤングジャンプ』で、AKB48のメンバー4人（渡辺、北原里英、指原莉乃、柏木由紀）が交代で登場する企画『AKB48当番連載ぐるぐる4』を連載していた。有名な童話をパロディーにして渡辺が描いた漫画『まゆゆ童話劇場 2次元しか愛せない』は、2010年9月23日号（9月9日発売）から月1回のペースで掲載された。「ぐるぐる4」は2011年2月24日号で終了し、その後は他のAKB48メンバーも登場する「ぐるぐる48」へと移行したが、渡辺の漫画は、原則として6週間に1回のペースで、2012年1月22日号まで掲載された。『有吉AKB共和国』のマスコットキャラクター作成のためのイラスト化も担当した。また、渡辺がデザインしたウサギのキャラクター「むちち」は、2017年の渡辺の卒業コンサートでは着ぐるみが登場してダンスを踊ったり、寸劇パートではドラマで共演したえなりかずきが「むちち」の着ぐるみからサプライズで登場し、最後の参加となった同年11月18日の握手会では、柏木が「むちち」の着ぐるみからサプライズで登場した。
体育は全般的に苦手と発言していたが、2012年以降は「1年で100個の苦手克服」を目標として、トラック走やバスケットボールにも初挑戦した。2018年9月19日に明治神宮野球場で開催されたプロ野球・東京ヤクルトスワローズ対阪神タイガース戦で始球式を行い、その後「もともとスポーツ全般苦手で、運動神経もかなり悪くて、握力も一桁レベルで力がないので、そんな人間がボールを投げられるのかなって不安だったんですけど、練習した甲斐があって少しは投げられました」とコメントしている。

### AKB48
自己紹介のキャッチフレーズは、デビュー当初は「ハートフルに、ピースフルに、ビューティフルに、フルパワーで頑張ります」、その後「み〜んなの目線を、いただきまゆゆ〜。まゆゆこと渡辺麻友です」になった。愛称「まゆゆ」の名付け親は、同じ3期生で同じチームBだった米沢瑠美である。
プロデューサーの毛利忍によると『AKBINGO!』が始まった当初は何も喋らずただ座っており、整った顔立ちから「渡辺麻友はCGだ」「2.5次元」と言われたことがある。本人もこのことを何度かネタにしており、第2回AKB48選抜総選挙のポスターには「起こしてみせます! CGレボリューション!!」というキャッチコピーが使われた。「アイドルサイボーグ」と紹介されたこともある。
『週刊プレイボーイ』で行われた「第3回AKB選抜総選挙予想」では、『BUBKA』のAKB48担当兼編集長の森田秀一に「“マジすか”のネズミ役がハマりすぎて、ファン離れ（順位の低下）が心配」と予想されていたが、順位は下がらなかった。本人もネズミ役に思い入れがあるようで、第9話の松井珠理奈が演じたセンターとネズミが抱擁するシーンについて「我ながらうるって来てしまいました」と、松井もセンターとネズミについて「いいコンビですよね」とお互いブログに書いている。
柏木由紀とは、AKB48の同じ3期生で特に仲がよいことはファンの間でも有名であり、先輩たちと同期2人だけで一緒に活動することが増え、必然的にずっと一緒にいることが11年間続いた結果、自然とお互いがなくてはならない存在になったと柏木は言う。渡辺の愛称「まゆゆ」と柏木の愛称「ゆきりん」を合わせて「まゆゆきりん」と呼ばれており、2017年3月発売の『シュートサイン』劇場盤には、「まゆゆきりん」名義での「悲しい歌が聴きたくなった」がカップリング曲として収録され、同年12月には共著による『まゆゆきりん「往復書簡」』が双葉社から発刊された。渡辺と初めて会った時の印象について柏木は「オーディション会場でいちばんかわいいと思った」「『あの子は絶対受かる』ってお母さんと話して」いたという。一方、柏木について渡辺は「最初に見た時かわいくて儚（はか）なくて…」「学校にこんなにかわいい子がいたら男子は大変だろうなーって男目線で見てた」という。柏木は、2017年の渡辺の卒業コンサートで渡辺に宛て初めて書いた手紙を朗読し、渡辺との関係性について「私はいつまでも、麻友の同期であり、親友であり、時にはお母さんにもなるからね。目に入れても痛くない大げさじゃなく、こんなにも大切に思えるのはまゆちゃんだけです」「私にとってもAKBにとっても、まゆの存在はあまりにも大きすぎて、まゆのいないAKBも、まゆが隣にいないこれからの自分も、今はまだ想像できない」と渡辺に語りかけた。
大島優子とは、互いのおしりが気に入って意気投合して以来「おしりシスターズ」を名乗る。2015年3月25日放送の『※AKB調べ』で発表された「思わずくぎづけ! メロメロヒップNo.1」において、渡辺はAKB48グループで最も美しいお尻の持ち主としてメンバー間投票で1位となった。2014年6月7日の第6回AKB48選抜総選挙開票イベントのステージで大島から1位になった祝福の言葉を贈られたのを受けて、渡辺は2年前に「これからは麻友ちゃんがAKB48を引っ張っていってほしい」という言葉をもらっており「優子ちゃんの言葉に応えられた気がしてよかったです」とコメントした。2012年の第4回AKB48選抜総選挙開票イベント後に、大島から自分を「踏み台にしてほしい」とも言われていた。2013年の第5回AKB48選抜総選挙開票イベントでは指原莉乃が1位となり、大島はスピーチで「私が踏み台にして欲しいって言った人はちょっと違う人だったんですけど」とコメントしている。
2014年4月からAKB48チームBを約1年間兼任した乃木坂46元メンバーの生駒里奈とは仲がよく、ファンから「いこまゆ」と呼ばれる。2018年4月に生駒の卒業コンサートを観に行ったことについて聞かれ「私にとって特別な存在。ソウルメイト、同志といいますか。考え方とか生き方が深く通じるものがあります」と答えている。2014年8月に開催されたAKB48グループの東京ドームコンサートに参加した生駒が、初めての経験ばかりで、どこにいていいのかも分からずに困惑しているの姿を見て必死にフォローした渡辺の優しさに、生駒は「天使だ…」と口にして感謝の涙を流したという。2015年6月発売の雑誌インタビューで生駒は「渡辺麻友さんと仕事のスタンスがすごく似ていた」ふたりとも「“いいことはいい、悪いことは悪い” っていうのが譲れなくて、自分が正しいと思うことから離れたくないタイプ」「麻友さんは真っ直ぐに努力をいっぱいしてあきらめないでやってきたから、ちゃんときれいに輝けるし、みんなを引っ張っていく存在になってる。そういう人になりたい」と語っている。2017年9月5日放送の『うたコン』で渡辺・生駒のペア「いこまゆ」で小泉今日子の「なんてったってアイドル」を歌唱したが、出演後に生駒は渡辺について「やっぱりこの人が私の糧だなって」「アイドルの神様はこの人です」と乃木坂46公式ブログに綴った。
AKB48選抜総選挙のライバルで、かつ仲がいい指原莉乃とのペアは「さしまゆ」と呼ばれている。
多田愛佳、田名部生来、仲谷明香とは4人で「ヲタ4」と称し、アニメイトや男装喫茶へ遊びに行くこともあった。2010年10月に行われた『Visit Zooキャンペーン応援プロジェクト AKB48 東京秋祭り supported by NTTぷらら』のカラオケ大会において 「ヲタ4」で各々自前のコスチュームに身を包み、ともにアニメソングである「ふわふわ時間」「ハッピー☆マテリアル」を披露した。
高橋みなみについては、デビューしてすぐに選抜メンバーに入ったころ、人見知りで年上の先輩に自分から話しかけるのが苦手で楽屋の隅っこにいた時に、高橋がダンスレッスンで「分からないところある？」と優しく声をかけてくれたことをよく覚えているといい、一緒にダンスの練習してくれて、うれしかったと感謝の気持ちを抱きつつも先輩を付き合わせて申し訳ないと考えたが、色々助けてもらったことには「何でこの人はこんなに優しんだろう」と感動したという。
2016年の雑誌インタビューでは、自分以上に王道アイドルとしてのポテンシャルを持った後輩が現れたときが卒業のタイミングになるかもしれないと考えていると語っていた。そして2017年の卒業コンサートで、小栗有以を王道アイドルの後継者に指名した。2017年12月10日に開催された『第7回 AKB48紅白対抗歌合戦』に卒業前に審査員として参加した際、期待する小栗と向井地美音で渡辺の卒業ソング「サヨナラで終わるわけじゃない」、チームBメンバーで「チームB推し」の替え歌「まゆゆ推し」が歌われ、渡辺への感謝を示すパート構成がなされた。
2017年11月発売の雑誌のインタビューで、AKB48で活動した11年間を振り返った時に真っ先に浮かぶことを尋ねられ、それは前田敦子が卒業した2012年の日本レコード大賞のステージで「前田さんのポジションに立って歌わせていただいた時」で「生まれて初めて味わうプレッシャーに押しつぶされそうでした」と答えている。2017年12月の卒業公演後の取材で、AKB48のメンバーとしての人生について点数を問われ、「150点」「11年間真っ直ぐ頑張ってきたなと自分でも思うので、それくらいつけてあげてもいいかな」と、最後に自らにとってAKB48とはと質問され「人生の半分はAKBだったので、私の人生といっても過言ではないくらいです」と答えた。2018年、卒業から半年が経った文藝春秋のインタビューでは、11年間のAKB48生活で「得たもの」「失ったもの」について尋ねられ「得たもの」はAKB48で急に色々と決まることに瞬時に対応するために鍛えられた「瞬発力」、「失ったもの」は「豊かな心」と回答した。AKB48で起きる色々なことに「いちいち心を動かしていたら、自分の体ひとつじゃ保たない」と思い「10代の時に心を無くす決断をして」、「感情が動かなくなったというか、常に冷静でいられる」ようになった。
2019年3月13日に、ニコニコ生放送で指原莉乃・柏木由紀と3人での「ニコ生女子会」生配信が1年4か月ぶりに行われ、AKB48卒業後に「太るようになった。AKBにいるときは人間じゃなかったみたいで…。太りもしないし、肌荒れも、ニキビもできなかったのが、辞めたらニキビもできた。人間になった」と話した。

### 評価
秋元康は「正統派アイドルの美少女」、「天性のアイドルです。アイドルになるために生まれてきたような子です」と評している。『ミュージックフェア』で「愛について」をセッションしたスガシカオからも高評価を受けた。
フジテレビのプロデューサーとして音楽番組を手がけてきたきくち伸は「1980年代にもピッタリハマる平成のアイドル」「抜群に歌が上手い“秀才”ではないけどとてもいい歌を届ける“天才”」と評した。また、外見を含めてYUIに似ていると評した。2016年には、「美少女は大人になると美人になるんだ、と改めて思いました」「10代の頃から美少女という土壌は当然あった。でも、社会性に乏しいガチなオタク美少女というイメージ。それが一般社会に受け入れられるほどの美人になったのは感慨深いですね」「神の声を持った平成のアイドル」「かつてアイドル全盛だった昭和の時代。中森明菜など歌のうまい人がトップアイドルとして活躍していた頃にいても、十分に通用する天性の声を持っていますね。歌えば音域も広く、声優に挑戦すれば存在感のある演技もできる希少なアイドルですよ」と評した。
清水信之の編曲家デビュー35周年記念アルバム『LIFE IS A SONG』（2015年8月19日発売）には、新曲「終わらない歌」が収録されたが、この楽曲を歌った「清水信之 with Best Friends」に渡辺も参加した。清水はこのレコーディングで会った渡辺について、「歌がすごくウマくてサッサカ終わった!」「彼女は真面目で向上心があり口の利き方や立ち振る舞いなど同年齢の方よりもはるかに大人です。今回はAKBの曲調とは明らかに異なる中 大御所と並んでも何の違和感もないレベルでした」 と評した。
佐藤太は『サヨナラ、えなりくん』撮影時のブログに、「撮影現場で台本を開いているところを見たことがありません。連続ドラマなので、何話分かのシーンをまとめ撮りする時もあるし、台本を憶える時間も少ないのにセリフが入ってなかったことは一度もなし」 と記している。
元乃木坂46の星野みなみ・寺田蘭世、元櫻坂46の菅井友香も、憧れの人物として渡辺の名前を挙げている。寺田は小学生時代から渡辺のファンで「容姿ももちろんなんですけど、一番は人間性にひかれました。かわいらしい見た目なのに、中身にすごく、しんとか深みがあって。バラエティーを見ていても、『偽りのない人』なんだろうなと思ったんです」と渡辺の魅力を語った。渡辺が卒業を発表した際に「まゆゆさんがアイドルでなかったら、出会わなかったら、私のアイドルになるという人生の選択肢はありませんでした」とブログに綴っている。菅井も中学生時代からの大ファンで、2012年にはよみうりランドで開催された渡辺のソロイベントに1人で参加しており、2018年のブログで「私の中で永遠に憧れの存在です!」と断言している。元乃木坂46の白石麻衣も、渡辺の卒業について「麻友さんはアイドル界のザ・アイドル」「AKB48を卒業されてもたくさん輝いていけると思います」と語っている。生駒里奈も渡辺の芸能界引退後に自身のYouTube公式チャンネルで「これまで出会った『勝てない』と思った人は？」という質問に対して「渡辺麻友さんかな」と返答し「あの人のおかげで、『アイドル頑張ろう』って思えたので」とコメントした。
中学生時代は優秀な生徒であり「AKB48に入ってなかったら、東大に入っていましたから」と親しいメンバーから評された。

### 芸能界引退への反響
渡辺の所属事務所・プロダクション尾木の先輩でもある高橋みなみは、自身がパーソナリティーを務めるラジオ番組で「AKBのアイドル時代も、アイドルとしての100点を超えていくというか、それって簡単にできることではなくて、私は一応先輩なんですけど、すごいなぁこの人はっていうふうに思っていたんですよね」と渡辺を尊敬していたことを語った。同じくプロダクション尾木の先輩でもある小嶋陽菜はTwitterで「AKB48がまだ世の中に認めてもらえない時代から共に歩み続け、アイドルとして一度もみんなの期待を裏切ることなく走り抜けた麻友ちゃんは、私達48グループの誇りです」と渡辺を称賛した。松井珠理奈もTwitterで「プロ意識が高くて、尊敬していた先輩の一人。近くにいて、自分も頑張らなきゃっていつも思っていました。感謝の気持ちでいっぱいです」とコメントした。3代目AKB48グループ総監督の向井地美音もTwitterで「麻友さんのことが大好きで尊敬する気持ちはいつまでも変わりません!」、「その背中を見て育ったみんなで、これからもAKB48を守り続けていきます」とコメントした。その他の後輩であるAKB48の現役メンバーも、Twitterで渡辺への思いを綴った。
アカウント閉鎖前の最後となる2020年6月1日17時の渡辺の芸能界引退を報告するツイートには、深夜0時すぎまでに約42万件の「いいね」が付き、多数のコメントが寄せられた。中国のSNS「ウェイボー」でも多数のコメントが投稿された。渡辺の芸能界引退が発表されると、AKB48の公式YouTubeチャンネルで「まゆゆ、ありがとう。」と題した再生リストが作成された。
『UTAGE!』で渡辺と共演していた元SMAPの中居正広は、自身がパーソナリティーを務める6月6日のラジオ番組で「アイドルの中のプロっていうかな。アイドルっていう中で、すごくプロを感じた」と渡辺に賛辞を贈り「やっぱり、もうちょっとお芝居とか観たかったですね」と語った。壇蜜も6月7日放送の『サンデージャポン』で、渡辺の引退について「真面目さ故の不安定なところですらも、かれんに見えるみたいなところがあって。お変わりない、13・4年間活動されててあんまお変わりない姿とか。スゴくなんかこう見ていて『あ、この方アイドル…アイドルなんだな』って」と称賛し「心と体を何よりも大事にしてほしいので、（芸能界の）引退は寂しいですけど、やっぱりいろんなこと（の中から）優先するとしたら、自分の命じゃないですか。それは守ってほしいなって思うんです」とコメントした。

## AKB48での参加楽曲
4thシングル「BINGO!」で初めてシングル表題曲の選抜メンバーとなって以来、「11月のアンクレット」までの47枚のシングルのうち、じゃんけん選抜シングル4枚を除く43のシングル表題曲の選抜メンバーとなった。

### シングル選抜楽曲
AKB48名義
序数詞のみは表題曲、カップリング曲は（c/w）を付加。19th, 24th, 29th, 34thシングルは、じゃんけん選抜シングル。
- BINGO! - 4th
- 僕の太陽 - 5th
- 未来の果実 - 5th（c/w）
- 夕陽を見ているか? - 6th
- ロマンス、イラネ - 7th
- 桜の花びらたち2008 - 8th
- 最後の制服 - 8th（c/w）
- Baby! Baby! Baby! - 9th
- 初日 - 9th（c/w）, 「チームB」名義
- 大声ダイヤモンド - 10th
- 大声ダイヤモンド（Team B ver.） - 10th（c/w）, 「チームB」名義
- 10年桜 - 11th
- 桜色の空の下で - 11th（c/w）
- 涙サプライズ! - 12th
- 初日 - 12th（c/w）, 「teamB」名義
- 言い訳Maybe - 13th
- RIVER - 14th
- 桜の栞 - 15th
- マジスカロックンロール - 15th（c/w）
- ポニーテールとシュシュ - 16th
- マジジョテッペンブルース - 16th（c/w）
- ヘビーローテーション - 17th
- ラッキーセブン - 17th（c/w）
- 野菜シスターズ - 17th（c/w）, 「野菜シスターズ」名義
- Beginner - 18th
- 予約したクリスマス - 19th（c/w）
- ラブ・ジャンプ - 19th（c/w）, 「チームB」名義
- 桜の木になろう - 20th
- Everyday、カチューシャ - 21st
- これからWonderland - 21st (c/w)
- ヤンキーソウル - 21st（c/w）
- フライングゲット - 22nd
- 青春と気づかないまま - 22nd（c/w）
- アイスのくちづけ - 22nd（c/w）
- 野菜占い - 22nd（c/w）, 「野菜シスターズ2011」名義
- 風は吹いている - 23rd
- ノエルの夜 - 24th（c/w）
- 呼び捨てファンタジー - 24th（c/w）, 「チームB」名義
- GIVE ME FIVE! - 25th
- 羊飼いの旅 - 25th（c/w）, 「スペシャルガールズB」名義
- 真夏のSounds good ! - 26th
- ちょうだい、ダーリン! - 26th（c/w）
- 君のために僕は… - 26th（c/w）
- ギンガムチェック - 27th
- 夢の河 - 27th（c/w）
- UZA - 28th
- 孤独な星空 - 28th（c/w）, 「Team A」名義
- とっておきクリスマス - 29th（c/w）
- 永遠より続くように - 29th（c/w）, 「OKL48」名義
- So long ! - 30th
- Ruby - 30th（c/w）, 「篠田TeamA」名義
- さよならクロール - 31st
- イキルコト - 31st（c/w）, 「Team A」名義
- 恋するフォーチュンクッキー - 32nd
- 最後のドア - 32nd（c/w）
- 涙のせいじゃない - 32nd（c/w）
- ハート・エレキ - 33rd
- キスまでカウントダウン - 33rd（c/w）, 「Team A」名義
- Mosh & Dive - 34th（c/w）
- Party is over - 34th（c/w）
- 前しか向かねえ - 35th
- ラブラドール・レトリバー - 36th
- 今日までのメロディー - 36th（c/w）
- Bガーデン - 36th（c/w）, 「Team B」名義
- 心のプラカード - 37th
- セーラーゾンビ - 37th（c/w）, 「ミルクプラネット」名義
- 教えてMommy - 37th（c/w）
- 希望的リフレイン - 38th
- ロンリネスクラブ - 38th（c/w）. 「Team B」名義
- Green Flash - 39th
- 春の光 近づいた夏 - 39th（c/w）
- 履物と傘の物語 - 39th（c/w）
- 僕たちは戦わない - 40th
- バレバレ節 - 40th（c/w）, 「WONDA選抜」名義
- 君の第二章 - 40th（c/w）
- ハロウィン・ナイト - 41st
- 一歩目音頭 - 41st（c/w）
- 唇にBe My Baby - 42nd
- 365日の紙飛行機 - 42nd（c/w）
- 金の羽根を持つ人よ - 42nd（c/w）, 「Team B」名義
- 背中言葉 - 42nd（c/w）
- 君はメロディー - 43rd
- 翼はいらない - 44th
- 恋をすると馬鹿を見る - 44th（c/w）, 「Team B」名義
- LOVE TRIP - 45th
- しあわせを分けなさい - 45th
- 光と影の日々 - 45th（c/w）
- BLACK FLOWER - 45th（c/w）
- ハイテンション - 46th
- シュートサイン - 47th
- 悲しい歌を聴きたくなった - 47th（c/w）, 「まゆゆきりん」名義
- 願いごとの持ち腐れ - 48th
- 前触れ - 48th（c/w）
- ＃好きなんだ - 49th
- 11月のアンクレット - 50th
- サヨナラで終わるわけじゃない - 50th（c/w）, ソロ楽曲、卒業ソング

AKB48 チームサプライズ名義
重力シンパシー公演
- 重力シンパシー
- 水曜日のアリス
- 君のC/W
- 旅立ちのとき
- AKBフェスティバル
- キミが思ってるより…
- 女神はどこで微笑む?

バラの儀式公演
- 未来が目にしみる
- 初恋の鍵
- 幼稚園の先生
- バラの儀式
- 美しい狩り
- 愛の川
- ほっぺ、ツネル

勝利の女神公演
- あなたの代わりはいない
- 君のニュース
- ヘビーローテーション
- AKBフェスティバル

誇りの丘公演
- 誇りの丘
- 祈りはどんな未来もしあわせに変える
- やさしさに甘えられない

### アルバム選抜楽曲
『神曲たち』に収録された
- Baby! Baby! Baby! Baby!
- 自分らしさ
- 君と虹と太陽と

『ここにいたこと』に収録された
- 少女たちよ
- 恋愛サーカス - 「チームB」名義
- わがままコレクション
- ここにいたこと

『1830m』に収録された
- ファースト・ラビット
- ノーカン - 「チームB」名義
- アボガドじゃね〜し…
- 大事な時間
- いつか見た海の底 - 「Up-and-coming girls」名義
- 行ってらっしゃい
- 青空よ 寂しくないか?

『次の足跡』に収録された
- After rain
- 確信がもてるもの - 「Team A」名義
- 僕は頑張る
- Stoicな美学

『ここがロドスだ、ここで跳べ!』に収録された
- 愛の存在
- 純情ソーダ水 - 「渡辺麻友」名義
- To goで - 「倉持Team B」名義

『0と1の間』に収録された
- ミュージックジャンキー - 「Team B」名義
- クリスマスイブに泣かないように

『サムネイル』に収録された
- あの日の自分
- バケット

### その他の参加楽曲
「心の羽根」（「チームドラゴン from AKB48」名義）に収録された
- 心の羽根
- 世界中の雨

『Wreck-It Ralph』に収録された
- Sugar Rush - 「AKB48」名義

「ヒリヒリの花」（「Not yet」名義）に収録された
- 見えない空はいつでも青い - 「Yui Yokoyama with friends (from AKB48)」名義

### 未音源化曲
- 私に似てる（ニンテンドー3DS用ソフト『AKB48+Me』収録曲）
- 恋のバイトル（ディップ『バイトル』CMソング）[256]

### 劇場公演ユニット曲
チームB 1st Stage「青春ガールズ」
- 雨の動物園
- ふしだらな夏

チームB 2nd Stage「会いたかった」
- 嘆きのフィギュア
- 渚のCHERRY
- 背中から抱きしめて
- リオの革命

※全員参加曲ではあるが、「スカート、ひらり」ではフロントメンバー（スカひらセブン）で登場する。
チームB 3rd Stage「パジャマドライブ」
- パジャマドライブ

チームB 4th Stage「アイドルの夜明け」
- 残念少女

THEATRE G-ROSSO「夢を死なせるわけにいかない」公演
- 初めてのジェリービーンズ（前田敦子・近野莉菜・鈴木紫帆里のスタンバイ）

チームB 5th Stage「シアターの女神」
- 初恋よ こんにちは

篠田チームA ウェイティング公演
- スカート、ひらり（チームA 1st Stage「PARTYが始まるよ」）
- ガラスのI LOVE YOU（チームA 2nd Stage「会いたかった」）

横山チームA ウェイティング公演
- キャンディー（チームB 5th Stage「シアターの女神」）

倉持チームB「パジャマドライブ」公演
- てもでもの涙[257]

木﨑チームB「ただいま 恋愛中」公演
- 春が来るまで[258]

## 作品
AKB48在籍中にソロで5枚のシングルをリリースしたほか、「渡り廊下走り隊」、「渡り廊下走り隊7」名義でリリースされた10枚のシングルと「NO NAME」名義でリリースされた2枚のシングルにも参加している。
以下における「最高週間順位」の記述はオリコンによるものである。

### シングル
|              | リリース日     | タイトル             | 最高 週間 順位 | 販売形態         | レコードNo:                                               | 形態                                                                  | 備考 |
| Sony Records | Sony Records   | Sony Records         | Sony Records   | Sony Records     | Sony Records                                              | Sony Records                                                          | [ 260 ] |
| ------------ | -------------- | -------------------- | -------------- | ---------------- | --------------------------------------------------------- | --------------------------------------------------------------------- | --- |
| 1            | 2012年2月29日  | シンクロときめき     | 2位            | CD+DVD CD+DVD CD | SRCL-7874/5 SRCL-7876/7 SRCL-7878/9 SRCL-7880             | 初回生産限定盤A 初回生産限定盤B 初回生産限定盤C 通常盤                | 台湾で2012年7月25日に「怦然心動」のタイトルで同じ4形態でリリース。 中国で2012年3月2日に「怦然心动」のタイトルでCDのみの1形態でリリース。ASIN B008IZ9TU6                                                                   |
| 2            | 2012年7月25日  | 大人ジェリービーンズ | 3位            | CD+DVD CD        | SRCL-8028/9 SRCL-8030/1 SRCL-8032/3 SRCL-8034             | 初回生産限定盤A 初回生産限定盤B 初回生産限定盤C 通常盤                | 台湾で2012年7月27日に「大人彩色糖」のタイトルで2形態でリリース。 中国で2012年12月15日に「大人彩色糖」のタイトルでCD形態でリリース。ASIN B00AJGIOB2 中国で2013年1月29日に同タイトルでCD+DVD形態でリリース。ASIN B00B45RL8E |
| 3            | 2012年11月21日 | ヒカルものたち       | 1位            | CD+DVD CD        | SRCL-8180/1 SRCL-8182/3 SRCL-8184/5 SRCL-8186/7 SRCL-8188 | 完全生産限定盤 初回生産限定盤A 初回生産限定盤B 初回生産限定盤C 通常盤 | 台湾で2012年11月23日に「發光體」のタイトルで同じ5形態でリリース。 中国で2013年2月20日に「发光体」のタイトルでCDのみの1形態でリリース。ASIN B00BB5ZS78                                                                     |
| 4            | 2013年7月10日  | ラッパ練習中         | 3位            | CD+DVD CD CD+DVD | SRCL-8334/5 SRCL-8336/7 SRCL-8338/9 SRCL-8340 SRCL8341/2  | 完全生産限定盤 初回生産限定盤A 初回生産限定盤B 通常盤 期間生産限定盤  | 台湾で2013年7月12日に「喇叭練習中」のタイトルで4形態でリリース。 |
| 5            | 2015年6月10日  | 出逢いの続き         | 2位            | CD+DVD CD        | SRCL-8833/4 SRCL-8835/6 SRCL-8837/8 SRCL-8839             | 完全生産限定盤 初回生産限定盤A 初回生産限定盤B 通常盤                 | |

### アルバム
|              | リリース日     | タイトル      | 最高 週間 順位 | 販売形態     | レコードNo:                        | 形態                                   | 備考         |
| Sony Records | Sony Records   | Sony Records  | Sony Records   | Sony Records | Sony Records                       | Sony Records                           | Sony Records |
| ------------ | -------------- | ------------- | -------------- | ------------ | ---------------------------------- | -------------------------------------- | ------------ |
| 1            | 2017年12月20日 | Best Regards! | 5位            | CD+DVD CD    | SRCL-9647/8 SRCL-9649/50 SRCL-9651 | 初回生産限定盤A 初回生産限定盤B 通常盤 |              |

### AKB48・派生ユニット作品におけるソロ楽曲
- 風のバイオリン（2009年11月11日、PCCA-03019/21,36）
- やさしくさせて（2010年3月17日、PCCA-03131/3）
- 軟体恋愛クラゲっ娘（2010年6月30日、PCCA-03185/8）
- 麻友のために（2010年10月13日、PCCA-03274/6）
- 夕陽のいじわる（2011年2月2日、PCCA-03328）
- 未来の恋人（2011年8月3日、PCCA-03470）
- 恋は心配性（2011年11月30日、PCCA-03513）
- 純情ソーダ水（2015年1月21日、KIZC 90265/7：3162/3）
- サヨナラで終わるわけじゃない（2017年11月22日、KIZM-511/20：KIZM-90511/20：NMAX-1286）

### AKB48・派生ユニット作品以外での参加作品
- 坂本真綾トリビュート・アルバム『REQUEST』（2015年4月22日）
  - トライアングラー[261]
- 清水信之アレンジャー歴35周年記念アルバム『LIFE IS A SONG』（2015年8月19日）
  - 終わらない歌 - 「清水信之 with Best Friends」名義[262]
- 『「映画魔法つかいプリキュア！」オリジナルサウンドトラック』（2016年10月26日）
  - 正しい魔法の使い方（映画サイズ）
- 『地球の男にあきたところよ〜阿久悠リスペクト・アルバム』（2017年11月15日）
  - UFO - 「柏木由紀&渡辺麻友（AKB48）」名義[263]
- 『プリキュア映画主題歌コレクション3』（2018年10月31日）
  - 正しい魔法の使い方

### 映像作品
シングル・アルバム付属の映像作品、AKB48のバラエティ番組の映像作品シリーズ、ミュージックビデオ集、派生ユニットでの映像作品は除いている。
- さばドル（2012年7月25日、ANSB-56111〜56115）
- メグたんって魔法つかえるの?（2013年3月22日、VPBF-10912・VPBF-10913）
- アニメ映画「ねらわれた学園」（2013年6月5日、ANSX-6135・ANSB-6135）
- 戦う!書店ガール（2015年9月16日、PCBE-63520）
- 指原莉乃 卒業コンサート 〜さよなら、指原莉乃〜（2019年8月7日、HKT-D0042 - HKT-D0044）
- なつぞら（2019年、23827AA・23828AA・23830AA・23831AA）

- チームB 1st Stage「青春ガールズ」（2008年3月26日、DFBL 7107）
- AKB48 リクエストアワーセットリストベスト100（2008年7月25日、AKB-D2003）
- チームB 2nd Stage「会いたかった」（2008年9月26日、AKB-D2006）
- ライブDVDは出るだろうけど、やっぱり生に限るぜ!AKB48夏祭り（2008年11月20日、AKB-D2008・AKB-D2009）
- まさか、このコンサートの音源は流出しないよね?（2008年12月27日、AKB-D2011）
- 年忘れ感謝祭 シャッフルするぜ、AKB! SKEもよろしくね（2009年2月28日、AKB-D2014・AKB-D2015）
- チームB 3rd Stage「パジャマドライブ」（2009年4月3日、AKB-D2016）
- AKB48 リクエストアワー セットリストベスト100 2009（2009年4月23日、AKB-D2017・AKB-D2018）
- 「神公演予定」*諸般の事情により、神公演にならない場合もありますので、ご了承ください。（2009年8月8日、AKB-D2019・AKB-D2020）
- AKB48 13thシングル 選抜総選挙「神様に誓ってガチです」（2009年10月17日、AKB-D2026）
- AKB48 分身の術ツアー/AKB104選抜メンバー組閣祭り（2009年11月1日、AKB-D2027 - AKB-D2030）
- AKB48 夏のサルオバサン祭り in 富士急ハイランド（2009年12月12日、AKB-D2032）
- AKB48 リクエストアワーセットリストベスト100 2010（2010年3月20日、AKB-D2034 - AKB-D2037）
- マジすか学園（2010年5月28日、TDV20185D・TDV20186D）
- チームB 4th Stage「アイドルの夜明け」（2010年6月12日、AKB-D2042）
- AKB48 満席祭り希望 賛否両論（2010年6月23日、AKB-D2048 - AKB-D2050）
- AKB48 17thシングル 選抜総選挙「母さんに誓って、ガチです」（2010年9月4日、AKB-D2060）
- AKB48 コンサート「サプライズはありません」（2010年10月2日、AKB-D2061 - AKB-D2069）
- AKB48 AKBがやって来た!!（2010年11月28日、AKB-D2070・AKB-D2073・AKB-D2076）
- AKB48 19thシングル選抜 じゃんけん大会 2010.9.21（2010年12月25日、AKB-D2077）
- AKB48 薬師寺奉納公演2010「夢の花びらたち」（2011年1月29日、AKB-D2081）
- AKB48 東京秋祭り（2011年2月26日、AKB-D2078 - AKB-D2080）
- AKB48 リクエストアワーセットリストベスト100 2011（2011年3月19日、AKB-D2082 - AKB-D2090）
- DOCUMENTARY of AKB48 to be continued 10年後、少女たちは今の自分に何を思うのだろう?（2011年4月22日・2013年6月21日、TDV21121D・TDV21122D・TBR23249D）
- 桜からの手紙 〜AKB48 それぞれの卒業物語〜（2011年5月4日、VPBX-13561 - VPBX-13563・VPBX-14931・VPBX-14932）
- マジすか学園2（2011年8月19日、TDV21265D・TDV21266D）
- AKB48 22ndシングル選抜総選挙「今年もガチです」（2011年9月23日、AKB-D2092）
- AKB48 見逃した君たちへ 〜AKB48グループ全公演〜（2011年10月15日、AKB-D2097）
- AKB48 24thシングル選抜「じゃんけん大会 2011.9.20」（2011年12月24日、AKB-D2103）
- AKB48 よっしゃぁ〜行くぞぉ〜!in西武ドーム（2011年12月28日、AKB-D2098 - AKB-D2102）
- AKBがいっぱい〜SUMMER TOUR 2011〜（2012年2月7日、AKB-D2104・AKB-D2107）
- AKB48 in a-nation 2011（2012年3月21日、AVBD 91937〜8）
- AKB48 紅白対抗歌合戦（2012年3月28日、AKB-D2109）
- DOCUMENTARY of AKB48 Show must go on 少女たちは傷つきながら、夢を見る（2012年4月20日・2013年6月21日、TDV22088D・TDV22089D・TBR23250D）
- AKB48 ユニット祭り（2012年6月3日、AKB-D2110）
- AKB48 リクエストアワーセットリストベスト100 2012（2012年6月13日、AKB-D2112 - AKB-D2119）
- ひかりTV presents AKB48コント びみょ〜（2012年7月14日、AKB-D2120 - AKB-D2122）
- 前田敦子 涙の卒業宣言!in さいたまスーパーアリーナ〜業務連絡。頼むぞ、片山部長!〜（2012年9月5日・2013年7月3日、AKB-D2125 - AKB-D2129・AKB-D2171）
- AKB48 in TOKYO DOME〜1830mの夢〜（2012年11月28日・2012年12月19日、AKB-D2130 - AKB-D2135・AKB-D2136 - AKB-D2141）
- AKB48 前田敦子 卒業公演（2012年11月29日、AKB-D2142）
- AKB48 見逃した君たちへ2 〜AKB48グループ全公演〜（2013年2月28日、AKB-D2145）
- AKB48全国ツアー2012野中美郷、動く。 〜47都道府県で会いましょう〜（2013年3月16日、AKB-D2152）
- 第2回 AKB48 紅白対抗歌合戦（2013年3月27日、AKB-D2150・AKB-D2151）
- チームB 5th Stage「シアターの女神」（2013年4月6日、AKB-D2155）
- AKB48 リクエストアワーセットリストベスト100 2013（2013年4月24日・6月12日、AKB-D2157 - AKB-D2168）
- DOCUMENTARY of AKB48 NO FLOWER WITHOUT RAIN 少女たちは涙の後に何を見る?（2013年4月26日、TBR23180D・TDV23181D・TBR23182D・TDV23183D）
- So long !（2013年6月28日、VPBX-10920 - VPBX-10923・VPBX-71975 - VPBX-71978）
- AKB48グループ臨時総会 〜白黒つけようじゃないか!〜（2013年9月25日、AKB-D2194 - AKB-D2201・AKB-D2205 - AKB-D2207）
- AKB48スーパーフェスティバル〜日産スタジアム、小（ち）っちぇっ!小（ち）っちゃくないし!!〜（2013年10月9日、AKB-D2208・AKB-D2209）
- AKB48 2013 真夏のドームツアー〜まだまだ、やらなきゃいけないことがある〜（2013年12月18日、AKB-D2214 - AKB-D2217）
- 有吉AKB共和国（2013年12月27日、TCED-1938）
- AKB48海外旅行日記 〜ハワイはハワイ〜（2014年3月29日、AKB-D2218）
- 第3回 AKB48 紅白対抗歌合戦（2014年4月9日、AKB-D2219・AKB-D2220）
- AKB48 リクエストアワーセットリストベスト200 2014(200〜101ver.)（2014年4月30日・6月4日・9月17日、AKB-D2221・AKB-D2222・AKB-D2281 - AKB-D2284）
- AKB48単独 春コンin国立競技場〜思い出は全部ここに捨てていけ！〜（2014年6月13日、AKB-D2225）
- AKB48グループ 大組閣祭り 〜時代は変わる。だけど、僕らは前しか向かねえ!〜（2014年7月23日、AKB-D2274・AKB-D2275）
- AKB48グループ 春コン in さいたまスーパーアリーナ〜思い出は全部ここに捨てていけ！〜（2014年9月4日、AKB-D2276・AKB-D2277）
- セーラーゾンビ（2014年10月15日、TDV24789D・TDV24790D）
- AKB48 大島優子卒業コンサート in 味の素スタジアム〜6月8日の降水確率56%（5月16日現在）、てるてる坊主は本当に効果があるのか?〜（2014年10月29日、AKB-D2285 - AKB-D2287）
- AKB48グループ 東京ドームコンサート〜するなよ?するなよ?絶対卒業発表するなよ?〜（2014年10月29日、AKB-D2288 - AKB-D2291）
- DOCUMENTARY of AKB48 The time has come 少女たちは、今、その背中に何を想う?（2014年11月7日、TBR24791D・TDV24793D・TBR24792D・TDV24794D）
- 第4回 AKB48 紅白対抗歌合戦（2015年3月18日、AKB-D2294・AKB-D2295）
- AKB48全国ツアー2014 あなたがいてくれるから。〜残り27都道府県で会いましょう〜（2015年3月27日、AKB-D2300・AKB-D2301・AKB-D2304）
- AKB48 リクエストアワーセットリストベスト1035 2015（2015年4月30日、AKB-D2296 - AKB-D2299）
- マジすか学園4（2015年6月26日、VPXX-72967・VPBX-29929・VPBX-71604・VPBX-14114）
- AKB48ヤングメンバー全国ツアー〜未来は今から作られる〜 AKB48春の単独コンサート〜ジキソー未だ修行中!〜（2015年7月29日、AKB-D2306・AKB-D2307）
- 第2回 AKB48大運動会&第2回 AKB48グループ ドラフト会議（2015年8月6日、AKB-D2308・AKB-D2309）
- AKB48 41stシングル 選抜総選挙〜順位予想不可能、大荒れの一夜〜&後夜祭〜あとのまつり〜（2015年9月9日、AKB-D2310 - AKB-D2313）
- AKB48真夏の単独コンサート in さいたまスーパーアリーナ〜川栄さんのことが好きでした〜（2015年11月4日、AKB-D2314・AKB-D2315）
- AKB48 旅少女（2016年1月8日、VPBF-29941・VPXF-72978）
- マジすか学園5（2016年1月29日、VPXX-72983・VPBX-29946・VPBX-71605・VPBX-14115）
- 第5回 AKB48紅白対抗歌合戦（2016年2月10日、AKB-D2318・AKB-D2319）
- AKB48単独リクエストアワー セットリストベスト100 2016（2016年4月27日、AKB-D2320・AKB-D2321）
- AKB48グループリクエストアワー セットリストベスト100 2016（2016年4月27日、AKB-D2322・AKB-D2323）
- 祝 高橋みなみ卒業“148.5cmの見た夢”in 横浜スタジアム（2016年7月20日、AKB-D2330・AKB-D2331）
- AKBホラーナイト アドレナリンの夜（2016年8月17日、TBR26185D・TDV26186D）
- AKB48 45thシングル 選抜総選挙 〜僕たちは誰について行けばいい?〜（2016年9月28日、AKB-D2332・AKB-D2333）
- 第2回AKB48グループ チーム対抗大運動会（2016年10月31日、AKB-D2334・AKB-D2335）
- AKB48劇場10周年 記念祭&記念公演（2016年11月30日、AKB-D2342 - AKB-D2345）
- 存在する理由 DOCUMENTARY of AKB48（2016年12月14日、TBR26332D・TDV26334D・TBR26331D・TDV26333D）
- AKBラブナイト 恋工場（2017年1月18日、TDV27025D）
- AKB48グループ同時開催コンサートin横浜 今年はランクインできました祝賀会／来年こそランクインするぞ決起集会（2017年2月1日、AKB-D2340・AKB-D2341）
- 第6回 AKB48紅白対抗歌合戦（2017年3月1日、AKB-D2346・AKB-D2347）
- こじまつり〜小嶋陽菜感謝祭〜（2017年4月19日、AKB-D2350・AKB-D2351）
- キャバすか学園（2017年4月28日、VPXX-71511・VPBX-14586・VPXP-71609・VPBP-14118）
- AKB48グループリクエストアワー セットリストベスト100 2017（2017年6月28日、AKB-D2348・AKB-D2349）
- 渡辺麻友卒業コンサート〜みんなの夢が叶いますように〜（2017年12月27日、AKB-D2373 - AKB-D2376）[注釈 14]
- CROW'S BLOOD（2018年1月10日、AKB-D2379・AKB-D2380）
- AKB48 渡辺麻友卒業公演（2018年2月9日、AKB-D2379・AKB-D2380）
- 第7回 AKB48紅白対抗歌合戦（2018年2月28日、AKB-D2377・AKB-D2378）
- AKB48 49thシングル 選抜総選挙〜戦いは終わった、さあ話そうか〜（2018年3月28日、AKB-D2369・AKB-D2370）
- AKB48グループ感謝祭 〜ランクインコンサート・ランク外コンサート〜（2018年3月28日、AKB-D2371・AKB-D2372）

- Team Ogi祭（2011年1月20日、AKB-O0001 - AKB-O0003）
- Team Ogi祭 2011（2012年5月4日、AKB-O0004 - AKB-O0006）

## タイアップ
| 楽曲               | タイアップ | 収録作品                        | 備考 |
| ------------------ | --- | ------------------------------- | ---- |
| シンクロときめき   | テレビ東京系ドラマ『さばドル』オープニング・テーマ | 1stシングル「シンクロときめき」 |      |
| サバの缶詰         | テレビ東京系ドラマ『さばドル』エンディング・テーマ | 1stシングル「シンクロときめき」 |      |
| サヨナラの橋       | アニメ映画『ねらわれた学園』主題歌 | 3rdシングル「ヒカルものたち」   |      |
| ラッパ練習中       | 東京ドーム『牢獄遊園地からまゆゆを救え!!! in 東京ドームシティ アトラクションズ』タイアップソング | 4thシングル「ラッパ練習中」     |      |
| 出逢いの続き       | 関西テレビ・フジテレビ系ドラマ『戦う!書店ガール』主題歌 | 5thシングル「出逢いの続き」     |      |
| 女の子なら         | CM: しまむら「Avail 2014 秋冬 渡辺麻友」篇 | 5thシングル「出逢いの続き」     |      |
| 正しい魔法の使い方 | アニメ映画『映画 魔法つかいプリキュア! 奇跡の変身!キュアモフルン!』挿入歌 『キュアミラクルとモフルンの魔法レッスン!』テーマソング 朝日放送・テレビ朝日系アニメ『魔法つかいプリキュア!』第38・39話エンディングテーマ | 1stアルバム『Best Regards!』    |      |
| 守ってあげたくなる | テレビ朝日系ドラマ『サヨナラ、えなりくん』主題歌 | 1stアルバム『Best Regards!』    |      |

## 出演

### テレビドラマ
- マジすか学園シリーズ
  - マジすか学園（2010年、テレビ東京） - ネズミ 役[271]
  - マジすか学園2（2011年4月16日 - 7月2日、テレビ東京） - ネズミ 役[272]
  - マジすか学園4 最終話（2015年3月31日、日本テレビ） - ネズミ 役[273]
  - マジすか学園5 第2話（2015年8月25日、日本テレビ） - ネズミ 役[274]
  - キャバすか学園 第3話（2016年11月13日、日本テレビ） - ネズミ / ウツボ 役[275][276][277]
- 桜からの手紙 〜AKB48 それぞれの卒業物語〜（2011年2月26日 - 3月6日、日本テレビ）[278]
- さばドル（2012年1月14日 - 4月7日、テレビ東京） - 主演・宇佐しじみ 役[29]
- メグたんって魔法つかえるの? 第19話（2012年11月18日、日本テレビ） - まゆたん 役[279]
- So long ! 第1夜（2013年2月12日、日本テレビ） - 主人公・川上双葉 役[280]
- WONDA×AKB48 ショートストーリー「フォーチュンクッキー」 （2013年7月8日、フジテレビ） - 田辺美香 役[281]
- セーラーゾンビ（2014年4月19日 - 7月19日、テレビ東京） - マユ 役[282]
- 戦う!書店ガール（2015年4月14日 - 6月9日、関西テレビ・フジテレビ系） - 主演・北村亜紀 役（稲森いずみとW主演）[283]
- AKBホラーナイト アドレナリンの夜 第7話（2015年10月29日、テレビ朝日） - 主演・真由美 役[284]
- 大奥 第一部〜最凶の女〜（2016年1月22日、フジテレビ） - お志摩 役[285][286]
- 地方紙を買う女〜作家・杉本隆治の推理（2016年3月12日、テレビ朝日） - 雪乃 役[287][288]
- AKBラブナイト 恋工場 第35話（2016年9月1日、テレビ朝日） - 主演・エミリア 役[289][290]
- サヨナラ、えなりくん（2017年5月1日 - 7月3日、テレビ朝日） - 主演・桐山さおり 役[291]
- 名奉行!遠山の金四郎（TBS） - おたね 役[292][293][294][295]
  - （2017年9月25日）
  - （2018年8月13日）
- がん消滅の罠〜完全寛解の謎〜（2018年4月2日、TBS） - 水島瑠璃子 役[296][297]
- いつかこの雨がやむ日まで（2018年8月4日 - 9月29日、東海テレビ） - 主演・北園ひかり 役[85][86][129]
- 4K大型時代劇スペシャル 紀州藩主 徳川吉宗（2019年2月8日、BS朝日） - ヒロイン・市 役[298][299][300]
- 連続テレビ小説 なつぞら（2019年6月7日 - 9月28日、NHK総合、NHK-BSプレミアム） - 三村（下山）茜 役[89][91][301]

### バラエティ
- GIRLS' FACTORY（2012年、フジテレビONE） - MC[302]
- UTAGE!（2014年4月21日 - 2015年9月29日[注釈 15]、TBS） - 進行アシスタント[303][注釈 16]
- Momm!!（2015年10月19日 - 2016年8月22日、ゲストとして不定期出演。2016年10月17日 - 2017年9月25日、サポーターとしてレギュラー出演。TBS）
- 福田雄一×StarS（井上芳雄・浦井健治・山崎育三郎）「トライベッカ」（2016年4月23日 - 9月24日、WOWOWプライム） - 松下みか 役[307][308][309][310]
- 福田雄一×井上芳雄「グリーン&ブラックス」（2017年4月29日 - 、WOWOWプライム） - 準レギュラー[311][312][313][314][315][316][317]

### テレビアニメ
- クレヨンしんちゃん（2012年3月9日・16日、テレビ朝日） - ヒロイン・まゆゆ 役[318]
- AKB0048（2012年） - 主人公・園智恵理 (その ちえり) 役[319]
- AKB0048 next stage（2013年） - 主人公・園智恵理 役[320]
- 魔法つかいプリキュア!（2016年10月23日、朝日放送） - マユ 役[321]

### その他のテレビ番組
- MUSIC FAIR ソロ出演（2012年6月16日・2013年7月13日・2015年5月23日・2018年5月12日、フジテレビ）[322][323][324][325]
- 情熱大陸（2015年6月14日、毎日放送）[67][326]
- NHK交響楽団創立90周年記念「N響CLASSIC&POPS with SPECIAL ARTISTS」（2016年4月9日、NHK総合）[327][328][注釈 17]
- 渡辺麻友〜AKB48卒業までの63日間に密着、そしてその未来〜（2018年1月27日、フジテレビNEXT）[330][注釈 18]

### 映画
- スリーデイボーイズ（2008年7月4日、FREAK ENTERTAINMENT）[332]
- パーシー・ジャクソンとオリンポスの神々/魔の海（2013年11月1日、20世紀フォックス） - アナベス・チェイス（アレクサンドラ・ダダリオ） 役（日本語吹き替え）[333]

### 劇場アニメ
- ねらわれた学園（2012年11月10日、松竹） - 主演・涼浦ナツキ 役[334]
- ピカチュウ、これなんのカギ?（2014年7月19日、東宝） - ナレーション[335]

### 舞台
- リーディングシアター「恋工場」（2016年9月21日、ベルサール渋谷ガーデン Cホール）[336]
- ミュージカル「アメリ」（2018年5月18日 - 6月3日、東京：天王洲 銀河劇場 / 6月7日 - 10日、大阪：森ノ宮ピロティホール） - 主演・アメリ・プーラン 役[81][337]
- ミュージカル「シティ・オブ・エンジェルズ（英語版）」（2018年9月1日 - 17日、東京：新国立劇場中劇場 / 9月21日・22日、静岡：静岡市清水文化会館〈マリナート〉大ホール / 9月27日 - 30日、大阪：大阪新歌舞伎座） - アヴリル&マロリー・キングズリー 役[84][338][339]

### ラジオ
- 渡り廊下走り隊の青い未来へ初恋ダッシュ!!（2009年1月3日 - 2009年6月27日、CBCラジオ）[340]

### CM
- 任天堂『ゼノブレイド』「機械の体」篇（2010年5月31日 - 終了）[341]
- 東京ドーム 東京ドームシティアトラクションズ「牢獄遊園地からまゆゆを救え!!! in 東京ドームシティ アトラクションズ」（2013年7月 - 終了）[342]
- 元気寿司（2013年8月 - 終了、香港）[注釈 19]
- 20世紀フォックス『パーシー・ジャクソンとオリンポスの神々：魔の海』（2013年10月）[343]
- セイコーエプソン
  - カラリオ
    - 「カラリオRock Shockちいサメ」篇（2014年9月3日 - 終了）[344]
    - 「カラリオRock Shockエイさん」篇（2014年9月3日 - 終了）[344]

  - MOVERIO
    - 「スマートグラスで広がる世界」篇（2014年11月 - 終了）[345]
- しまむら「Avail 2014 秋冬 渡辺麻友」篇（2014年10月8日 - 終了）[268]
- トヨタ自動車
  - TOYOTOWN T-Connect
    - 「のび太とT-子」篇（2014年11月1日 - 終了）[注釈 20]
    - 「スネ夫とT子」篇（2015年8月24日 - 終了）[注釈 21][346][347]
    - 「ジャイ子とT子」篇（2015年8月24日 - 終了）[注釈 22][346][347]

  - Cool or Hot ? CROWN JAPAN
    - 「Cool or Hot ?」篇（2016年8月30日 - 終了）[注釈 23][348][349]
- アサヒ飲料 ワンダ エクストラショット（2015年9月15日 - 2016年2月）[350]
- STU48 第1期生オーディション告知（2017年1月 - 2月）[351]
- ヤクルト本社
  - web動画
    - ヤクルトレディ「ミュージカル」篇（2018年8月8日 - 終了）[352]
    - ヤクルトのはっ酵豆乳「吸収しやすいワタナベマユ」篇・「吸収しやすいワタナベマユ（説明編）」篇 （2018年9月19日 - 終了）[353][354]

  - テレビCM
    - ヤクルトレディ「異議あり：ネット」篇（2019年4月12日 - 終了）[355][注釈 24]
    - ヤクルトレディ「異議あり：保育所&働く時間」篇・「異議あり：保育所」篇・「異議あり：働く時間」篇（2019年5月7日 - 終了）[355][注釈 24]

### イメージキャラクター
- JALホノルルマラソン2018大会アンバサダー（2018年10月16日 - 2018年12月9日、ホノルルマラソン日本事務局）[88][356][注釈 25]

### ゲーム
- 萌える麻雀 もえじゃん!（2008年、ハドソン PlayStation Portableソフト） - つくだもえこ 役[358]
- 嫁コレ（2013年、BIGLOBE） - 園智恵理 役[359]

### ネット配信
- ソロデビュー4周年記念番組「うるう年レボリューション」（2016年2月28日 - 29日、SHOWROOM）[360]
- CROW'S BLOOD（2016年7月23日 - 8月27日、Hulu） - 主演・磯崎薫 役 [361][362]
- 残念くんに効くレシピ（2017年5月1日 - 7月3日、ビデオパス・テレ朝動画） - 桐山さおり 役[363]
- LINE LIVE番組「渡辺麻友『1日で3都市巡り！御礼ミニソロライブツアー』」（2017年12月20日、LINE LIVE）[364]

### イベント
- 「シンクロときめき」発売記念ミニライブ「みんなでシンクロしよう！まゆゆのときめきLIVE」（2012年3月20日、よみうりランド オープンシアターEAST）[365]
- 「大人ジェリービーンズ」発売記念ソロLIVE 〜キスは、ジェリービーンズの味!?〜（2012年9月17日、神奈川県民ホール）[366]
- まゆゆ“ヒカルものたち”スペシャルステージ〜生放送から、かけつけまゆゆ〜（2012年11月23日、東京・ニコファーレ）[367]
- 「ヒカルものたち」発売記念ソロライブ「〜みんなで“ヒカルもの”を見つけよう〜」（2013年1月13日、愛知・ポートメッセなごや / 1月19日、千葉・幕張メッセ）[368]
- 「ラッパ練習中」発売記念ソロライブ〜Mayu's レストラン 全曲フルコースを召し上がれ〜（2013年9月1日、愛知・名古屋文理大学文化フォーラム / 9月16日、埼玉・大宮ソニックシティ大ホール）[369][370]
- 「出逢いの続き」発売記念クルージングライブ（2015年9月21日、神奈川・横浜みなとみらい）[371]
- 「Best Regards!」発売記念 1日で3都市巡り！御礼ミニソロライブツアー（2017年12月20日、福岡・大阪・東京）[372]
- GIORGIO ARMANI beauty 阪急うめだ本店オープニングセレモニー（2018年2月14日、大阪・阪急うめだ本店） - スペシャルゲスト[373]
- 「PERSOL PREMIUM FRIDAY」オープニングセレモニー（2018年2月23日、東京・六本木 国立新美術館）[374]
- 「ヤクルトのはっ酵豆乳」ナイター（東京ヤクルトスワローズ対阪神タイガース戦） オープニングトーク・始球式（2018年9月19日、明治神宮野球場）[180][375]
- 創刊20周年記念イベント「sweet collection 2019」（2019年4月13日、渋谷ヒカリエ） - サプライズゲスト[376]
- 「なつぞら」トークショー（2019年9月1日、札幌競馬場） - ゲスト、メインレースプレゼンター[377]

## 書籍

### 著書
- まゆゆきりん「往復書簡」〜一文字、一文字に思いを込めて〜（2017年12月27日、双葉社） - 柏木由紀との共著[193][378]。

### 写真集
- まゆゆ（2011年5月13日、集英社）[379][380]
- 渡辺麻友制服図鑑 最後の制服（2013年4月19日、集英社）[381][382]
- 知らないうちに（2016年10月25日、講談社）[383][384]
- デジタル原色美女図鑑 渡辺麻友 ひとりだち（2018年6月29日、文藝春秋）[385][386]

### 雑誌連載
- 週刊ヤングジャンプ（2010年9月9日 - 2011年12月22日、集英社） - 「まゆゆ童話劇場 2次元しか愛せない」（連載回数は計12回。他にもインタビューのみの「スペシャル回」が、2011年11月17日号に掲載された。）[175]
- sweet（2012年2月10日 - 、宝島社） - 「まゆゆのファッション用語辞典」[387][388]
- duet（2014年2月 - 2018年3月、ホーム社）[387]

### カレンダー
- 渡辺麻友 2011年 カレンダー（2010年10月27日、ハゴロモ）[389]
- 渡辺麻友 2012 TOKYOデートカレンダー（2011年11月29日、ハゴロモ）[390]
- 壁掛 AKB48-13 渡辺麻友 カレンダー 2013年（2012年11月30日、ハゴロモ）[391]
- 卓上 AKB48-145 渡辺麻友 カレンダー 2013年（2012年12月7日、ハゴロモ）[392]
- 壁掛 渡辺麻友 カレンダー 2014年（2013年12月6日、ハゴロモ）[393]
- 卓上 渡辺麻友 カレンダー 2014年（2013年12月6日、ハゴロモ）[394]
- 壁掛 渡辺麻友 カレンダー 2015年（2014年12月13日、ハゴロモ）[395]
- 卓上 渡辺麻友 カレンダー 2015年（2014年12月13日、ハゴロモ）[396]
- 壁掛 渡辺麻友 2016 AKB48 B2カレンダー（2015年12月、楽天ブックス、AKS）EAN 4573310551761
- 卓上 渡辺麻友 2016 AKB48 カレンダー（2015年12月、楽天ブックス、AKS）EAN 4573310552485
- 壁掛 AKB48 渡辺麻友 B2カレンダー 2017（2016年12月、楽天ブックス、AKS）EAN 4573458796925
- 卓上 AKB48 渡辺麻友 カレンダー 2017（2016年12月、楽天ブックス、AKS）EAN 4573458797779